# Orbishöher Kreis
Der Orbishöher Kreis war ein in den 1950er Jahren wirkender Zusammenschluss evangelischer Christen im Bereich der Jugendbildung. Die Gruppe benannte sich nach ihrem ersten Veranstaltungsort, dem Haus „Orbishöhe“ des Diakonischen Werkes in Zwingenberg an der Bergstraße. Mitglieder waren unter anderen der spätere Bundespräsident Johannes Rau und der evangelische Theologe Ernst Lange.